# El vampiro (película de 1957)
El vampiro es una película de terror mexicana de 1957, dirigida por Fernando Méndez y protagonizada por Abel Salazar, Ariadna Welter, Carmen Montejo y José Luis Jiménez. La trama sigue a una joven que regresa a su pueblo natal para preparar el funeral de su fallecida tía, mientras va conociendo historias sobre supuestos vampiros que han invadido el poblado.
Gracias a su buen recibimiento, es considerada como el mayor éxito en la carrera de Fernando Méndez y una película de culto del cine de México. Debido a su buena acogida se filmó una secuela titulada El ataúd del vampiro estrenada en 1958. Sin embargo, no gozó de la misma recepción que tuvo la primera.

## Argumento
Marta es una joven que viaja a la hacienda Los Sicomoros, en la que se crio, para visitar a su tía enferma situada en la Sierra Negra mexicana. En el mismo tren viaja Enrique, un agente viajero. Tras llegar a la estación, la joven descubre la imposibilidad de proseguir el viaje hasta la mañana siguiente ya que no acuden a recogerla desde la hacienda y los lugareños se niegan a trasladarla debido a la proximidad de la noche. Marta acepta continuar el viaje en una vieja carreta, que llegó para recoger una misteriosa caja enviada desde Hungría, y Enrique se ofrece a acompañarla. Cuando llega a la hacienda Marta descubre que su tía ha fallecido y decide quedarse en compañía del resto de familiares y sirvientes sin saber que se encuentra a merced de los vampiros que acechan la zona.

## Reparto
- Abel Salazar como Dr. Enrique
- Ariadna Welter como Marta González
- Carmen Montejo como Eloisa
- José Luis Jiménez como Emilio
- Mercedes Soler como María
- Alicia Montoya como María Teresa
- José Chávez como Anselmo
- Julio Daneri como sirviente de Duval
- Amado Zumaya como sirviente de Duval
- Germán Robles como Conde M. de Lavud / Duval

## Recepción
Este filme ocupa el lugar 35 dentro de la lista de las 100 mejores películas del cine mexicano, según la opinión de 25 críticos y especialistas del cine en México, publicada por la revista somos en julio de 1994.

"Creo que trajo una nueva forma de cine de terror a nuestro país. Se habían hecho cosas anteriores, pero era la primera vez que ataca el vampirismo en nuestras tierras."
Juan Ramón Obón, diario El País, 2017.